# Stanisław Hurenko
Stanisław Iwanowycz Hurenko (ukr. Станіслав Іванович Гуренко; ur. 30 maja 1936 w Iłowajśku, zm. 14 kwietnia 2013 w Kijowie) – ukraiński i radziecki polityk. W latach 1990–1991 I sekretarz KC Komunistycznej Partii Ukrainy.

## Życiorys
Pochodził z rodziny nauczycielskiej z Donbasu, w 1958 roku ukończył Kijowski Instytut Politechniczny. Inżynier, następnie starszy inżynier, w latach 1963-1964 starszy wykładowca w Donieckim Instytucie Politechnicznym. Od 1976 roku sekretarz okręgowy partii komunistycznej w Doniecku, w latach 1980-1987 wiceprzewodniczący Rady Ministrów Ukraińskiej SRR, od 1987 roku II sekretarz KP(b)U, a od 22 czerwca 1990 do 1 września 1991 roku I sekretarz tej partii. Członek komisji w sprawie katastrofy w Czarnobylu. W latach 1991–1998 naukowy konsultant NWK „Energia”. Zastępca dyrektora NPP „Beta-3”, główny doradca Zarządu Ukrinbanku, zastępca dyrektora przedsiębiorstwa „Nawasko”.
Od marca 1990 roku deputowany do Rady Najwyższej Ukrainy (w styczniu 1993 roku zrezygnował z mandatu). W latach 1998–2002 i 2002–2006 ponownie deputowany do Rady Najwyższej, z listy Komunistycznej Partii Ukrainy, doradca Komitetu Centralnego KPU. W latach 1998–2000 przewodniczący Komisji Polityki Gospodarczej, Zarządzania Gospodarką, Nieruchomościami i Inwestycjami, następnie członek tej komisji. Od maja 2002 roku członek frakcji komunistycznej w parlamencie.
Pochowany został na cmentarzu Bajkowa.

## Ordery i odznaczenia
- Order Rewolucji Październikowej
- Order Czerwonego Sztandaru Pracy (trzykrotnie)